# 收買者

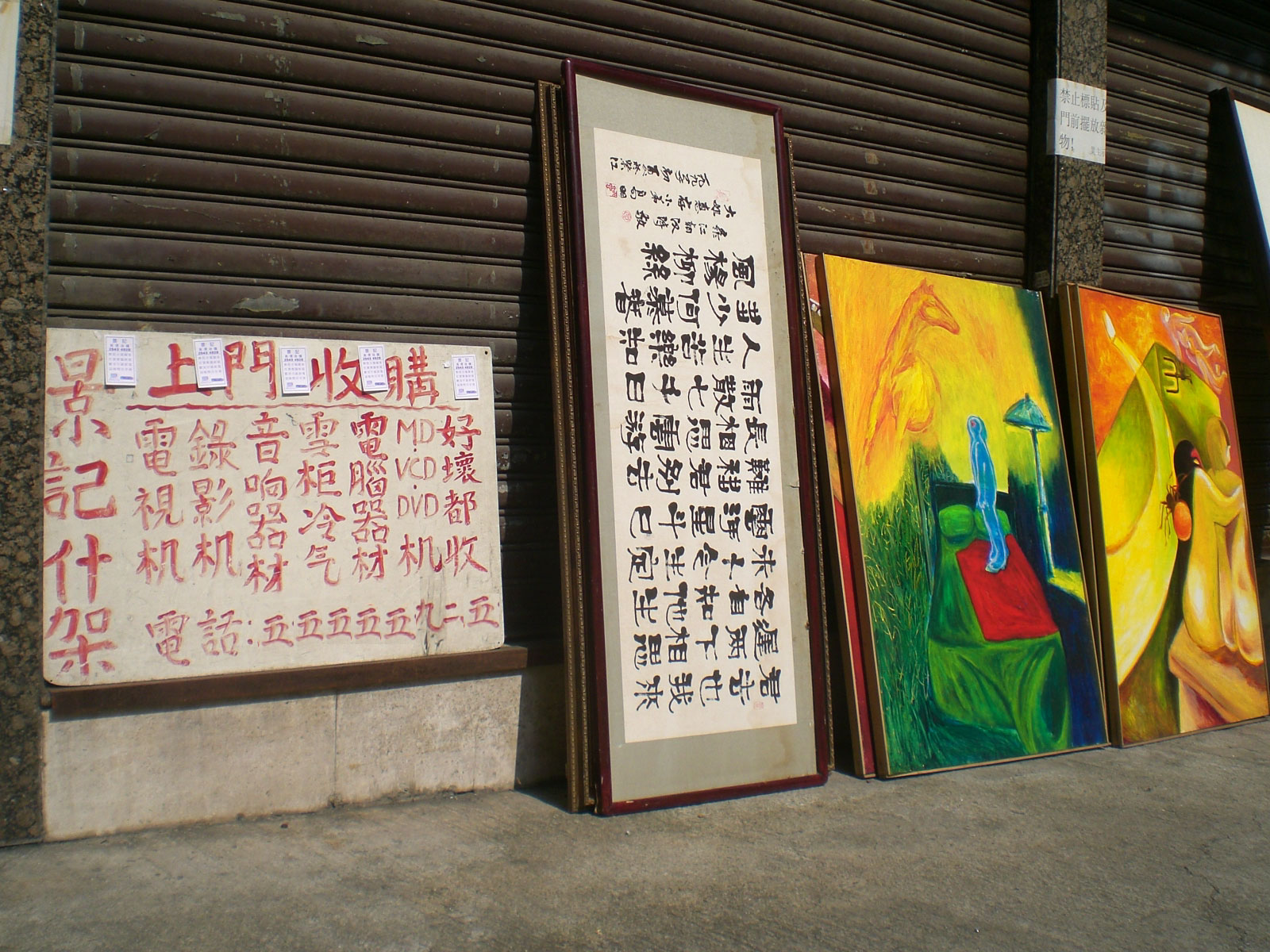
一位收買佬的生意

收買者，粵語俗稱收買佬，是環保工業的首站從業員，他們跟垃圾收集員不同，垃圾收集員收集垃圾是清潔工作的其中一個工序，收買者是商人。
收買者是個體戶，屬於小型的廢料回收商。跟一般的廢料回收商的分別，在於前者是沿街道或住宅區巡邏，例如在香港會高喊：「收買爛銅爛鐵、爛金牙、雷公銅、朱義盛、爛銀器。」，而後者通常有固定地點廢料貨場及店面營業。
收買者的特色是上門服務。在發達的地區，收買者收買的貨品是較為高檔，例如電視機、電腦等，經修理之後可以在二手市場出售，或是拆解得到有用零件用於維修其他物品或轉售。至於手機等，則有街頭定點的收買者專營。
在台灣，收買者以收購廢鐵廢紙或廢家電及廢容器（如酒瓶）為主，在早年若向兒童收購，會以麥芽糖餅乾等甜食做為獎賞。另外有些地方則可換衛生紙等民生用品。
收買者跟拾荒者的分別，在於收買者是付錢收買舊物，而不是自行在垃圾堆中撿拾。